# Ivan Telegin
Ivan Telegin (Novokuznetsk, 28 de fevereiro de 1982)  é um jogador profissional de hóquei no gelo russo que atua na posição de central pelo HC CSKA Moscow, da KHL. Medalhista de ouro com a seleção da Rússia nos Jogos Olímpicos de 2018.

## Carreira
Telegin representou a Rússia no Campeonato Mundial Júnior de Hóquei no Gelo de 2010, onde a Rússia terminou em sexto lugar, enquanto jogava hóquei júnior na América do Norte com o Saginaw Spirit e Barrie Colts na Ontario Hockey League. Depois que seus direitos da NHL foram transferidos para os Winnipeg Jets após a realocação dos Thrashers, em 26 de julho de 2011, Telegin assinou um contrato de nível de entrada de três anos com os Jets..
Ele foi devolvido à OHL na temporada seguinte antes de fazer sua estréia profissional na América do Norte com a afiliada da Jets American Hockey League, o St. John's IceCaps na temporada 2012–13. Telegin marcou apenas 3 gols e 10 pontos em 34 jogos, já que sua temporada foi prejudicada por contusões contínuas e sintomas pós-concussão.
Com os sintomas continuando no período de entressafra, Telegin foi suspenso por Winnipeg depois de recusar a designação para os IceCaps no início da temporada de 2013–14 em 29 de setembro de 2013. Em 13 de janeiro de 2014, com a intenção de Telegin de permanecer na Rússia, os Jets encerraram sua suspensão e o designaram para o CSKA de Moscovo da KHL.
Depois de perder toda a temporada 2013-14 devido a complicações após sofrer uma concussão, Telegin jogou 31 jogos na KHL em 2014-15, pelo CSKA Moscou. Ele passou a temporada lutando por um tempo no gelo e jogando principalmente um papel de último seis para a equipe. Ele teve três gols e uma assistência na temporada. A Telegin optou por continuar no KHL, reassinando um novo contrato de três anos para permanecer com o CSKA Moscou em 7 de junho de 2016.

### Carreira na seleção russa
Foi membro da equipe de atletas olímpicos da Rússia nos Jogos Olímpicos de Inverno de 2018.